# Euzauropody
Euzauropody (Eusauropoda) – takson dinozaurów z infrarzędu zauropodów (Sauropoda)
Do euzauropodów zalicza się wszystkie zauropody, z wyłączeniem kilku wczesnych, bazalnych zauropodów oraz wczesnych rodzin – anchizaurów, melanorozaurów i wulkanodonów.

## Taksonomia
Euzauropody (Eusauropoda)
- rodzina: cetiozaury (Cetiosauridae)
- rodzina: Mamenchisauridae
- turiazaury (Turiasauria)
- neozauropody (Neosauropoda)
  - nadrodzina: diplodokokształtne (Diplodocoidea)
    - rodzina: dikreozaury (Dicreosauridae)
    - rodzina: rebbachizaury (Rebbachisauridae)
    - rodzina: diplodoki (Diplodocidae)

  - Macronaria
    - Camarasauromorpha
      - rodzina: kamarazaury (Camarasauridae)
      - Titanosauriformes
        - rodzina: brachiozaury (Brachiosauridae)
        - klad Somphospondyli
          - rodzina: euhelopy (Euhelopodidae)
          - tytanozaury (Titanosauria)
            - rodzina: andezaury (Andesauridae)
            - rodzina: antarktozaury (Antarctosauridae)
            - rodzina: nemegtozaury (Nemegtosauridae)
            - rodzina: saltazaury (Saltasauridae)
            - rodzina: tytanozaury (Titanosauridae)